# Arata Isozaki

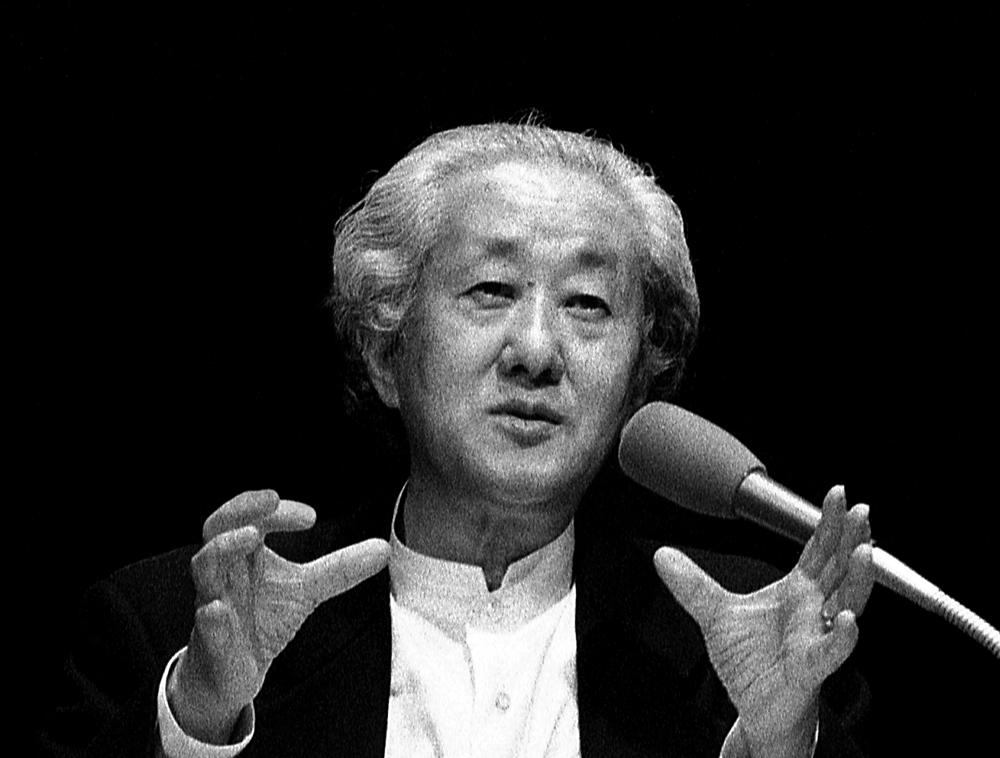
Arata Isozaki (2013)

Arata Isozaki (japanisch 磯崎 新, Isozaki Arata; * 23. Juli 1931 in Ōita, Präfektur Ōita, Japan; † 28. Dezember 2022 in Okinawa oder Tokio) war ein japanischer Architekt von internationalem Rang. Ihm wurde 2019 der Pritzker-Preis zuerkannt.

## Leben

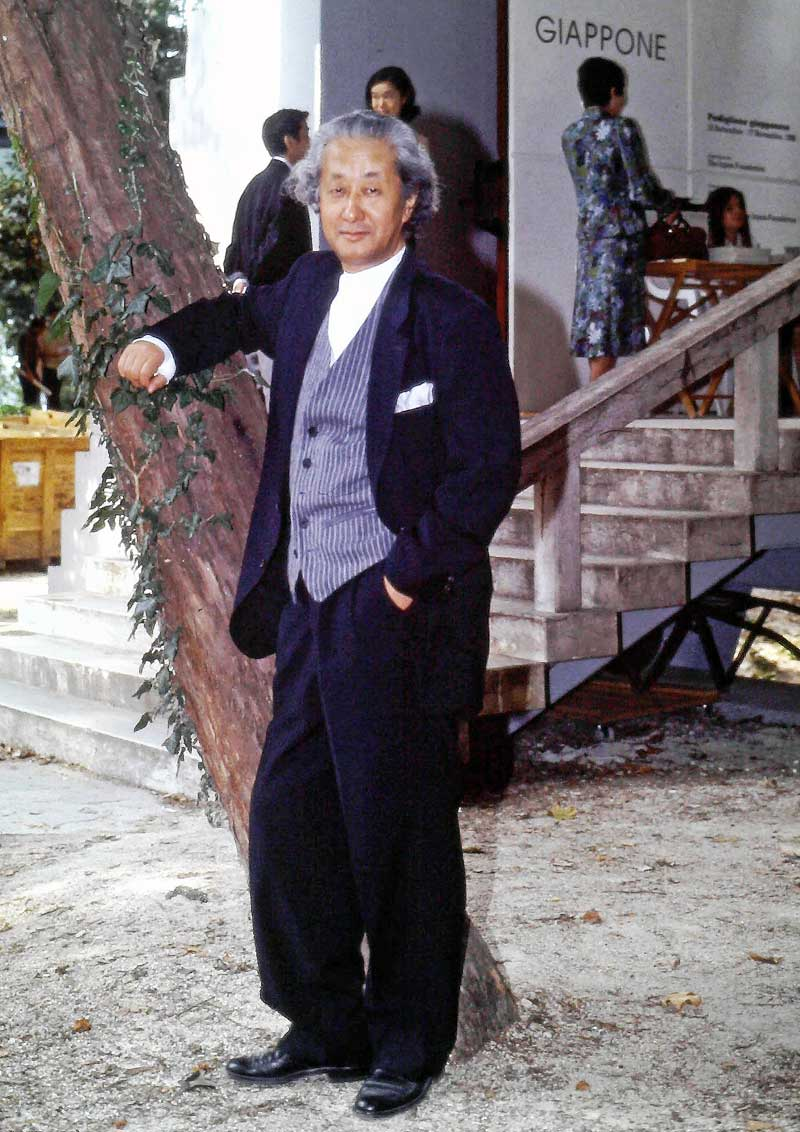
Arata Isozaki (1996)

Arata Isozaki wurde 1931 in Ōita, einer Stadt im Süden Japans, geboren. Er war das älteste von vier Kindern. Sein Vater führte ein erfolgreiches Transportunternehmen. 1953 begann Isozaki sein Architekturstudium an der Universität Tokyo und besuchte dort die Klasse von Kenzō Tange. Er schloss sein Studium 1961 mit dem Doktorat ab und blieb bis 1963 in Tanges Büro tätig. Danach eröffnete er sein eigenes Büro in Tokio. 1964 hielt er das erste Mal eine Vorlesung an der Ingenieursfakultät der Universität von Tokio. Seitdem hielt er viele Gastvorlesungen an so renommierten Universitäten wie der Harvard University, Yale oder der UCLA. Er war drei Mal verheiratet und hatte zwei Söhne mit seiner zweiten Frau.
Ab 1983 war er Ehrenmitglied des Bundes Deutscher Architekten BDA. 1987 erhielt er für seine Leistungen um die Architektur und Gegenwartskultur den Asahi-Preis und 1990 den Chicagoer Architekturpreis. 1998 wurde er als Ehrenmitglied in die American Academy of Arts and Letters aufgenommen. 2019 wurde ihm der Pritzker-Preis zuerkannt. Isozaki ist auswärtiges Mitglied der Polnischen Akademie der Gelehrsamkeit (PAU) in Krakau.
Ursprünglich war Isozaki ein Hauptvertreter des Metabolismus, dann besann er sich auf die Geometrie als Urmutter des japanischen Designs, wenig später entdeckte er Claude-Nicolas Ledoux und Karl Friedrich Schinkel als Vorbilder. Seinen ursprünglich einfach gehaltenen geometrischen Kompositionen, wie dem Golfclub in Ōita und dem Kunstmuseum in Gunma, folgten manieristische postmoderne Bauten. Die Verbindungen seiner dritten Frau, die Bildhauerin war, zu prominenten Namen der Modernen Kunst, wie zum Beispiel Hans Richter, Man Ray oder Friedrich Kiesler, beeinflussten ihn ebenso wie sein früheres Sich-Auseinandersetzen mit den Tokioter Neo-Dadaisten. In seiner Formensprache nahm er Ideen, wie zum Beispiel der Postmoderne oder der Wiener Sezession, auf und verarbeitete sie zu einem eigenen Stil. Auffallend war sein durchdachter Umgang mit einfachen geometrischen Formen und das Spiel mit Schatten und Licht. Isozakis letzte Projekte muss man als erfolgreiche Synthese seines vierzigjährigen Schaffens sehen: pittoreske Kunstwerke aus Japan, westlich beeinflusst.

## Bauwerke (Auswahl)

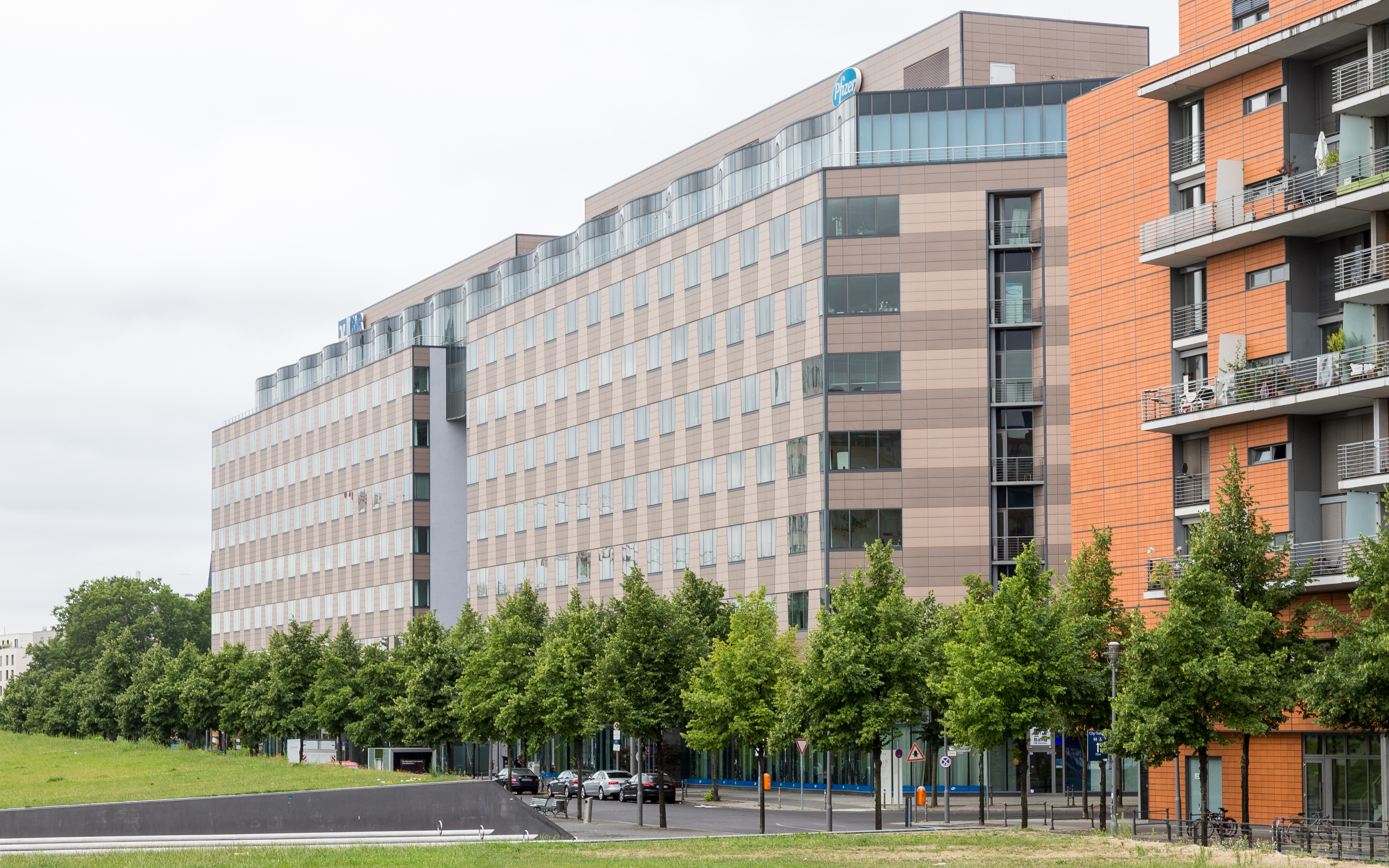
Berliner Volksbank, Berlin, Linkstr. 10–12 (nahe Potsdamer Platz)

- 1974: Kitakyūshū Municipal Museum of Art
- 1986: Museum of Contemporary Art, Los Angeles
- 1990: Palau Sant Jordi, Barcelona
- 1994: Grabmal des Komponisten Luigi Nono auf der Friedhofsinsel San Michele in Venedig
- 1996: Sportkomplex in Palafolls, Provinz Barcelona
- 1998: Gebäude der Berliner Volksbank am Potsdamer Platz in Berlin
- 2000: Philharmonie Thessaloniki in Griechenland
- 2005: Torino Palasport Olimpico in Turin
- 2007: Shenzhen Cultural Center Concert Hall, Shenzhen, Volksrepublik China
- 2013: Lucerne Festival Ark Nova (mobile Konzerthalle) mit Sir Anish Kapoor
- 2014: Allianz-Tower (Il Dritto), CityLife, Mailand

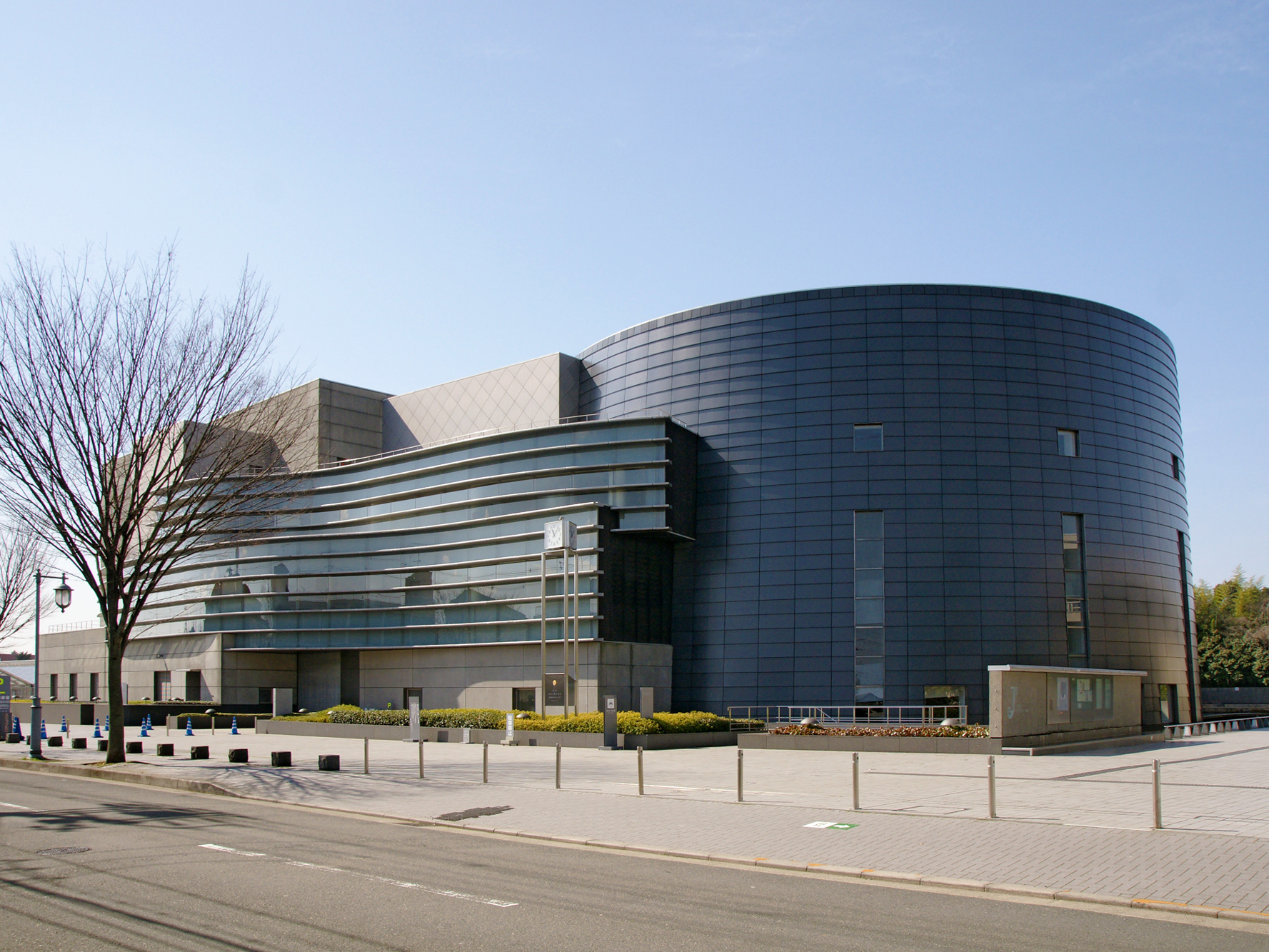
Konzertgebäude in Kyōto im Bezirk Sakyō
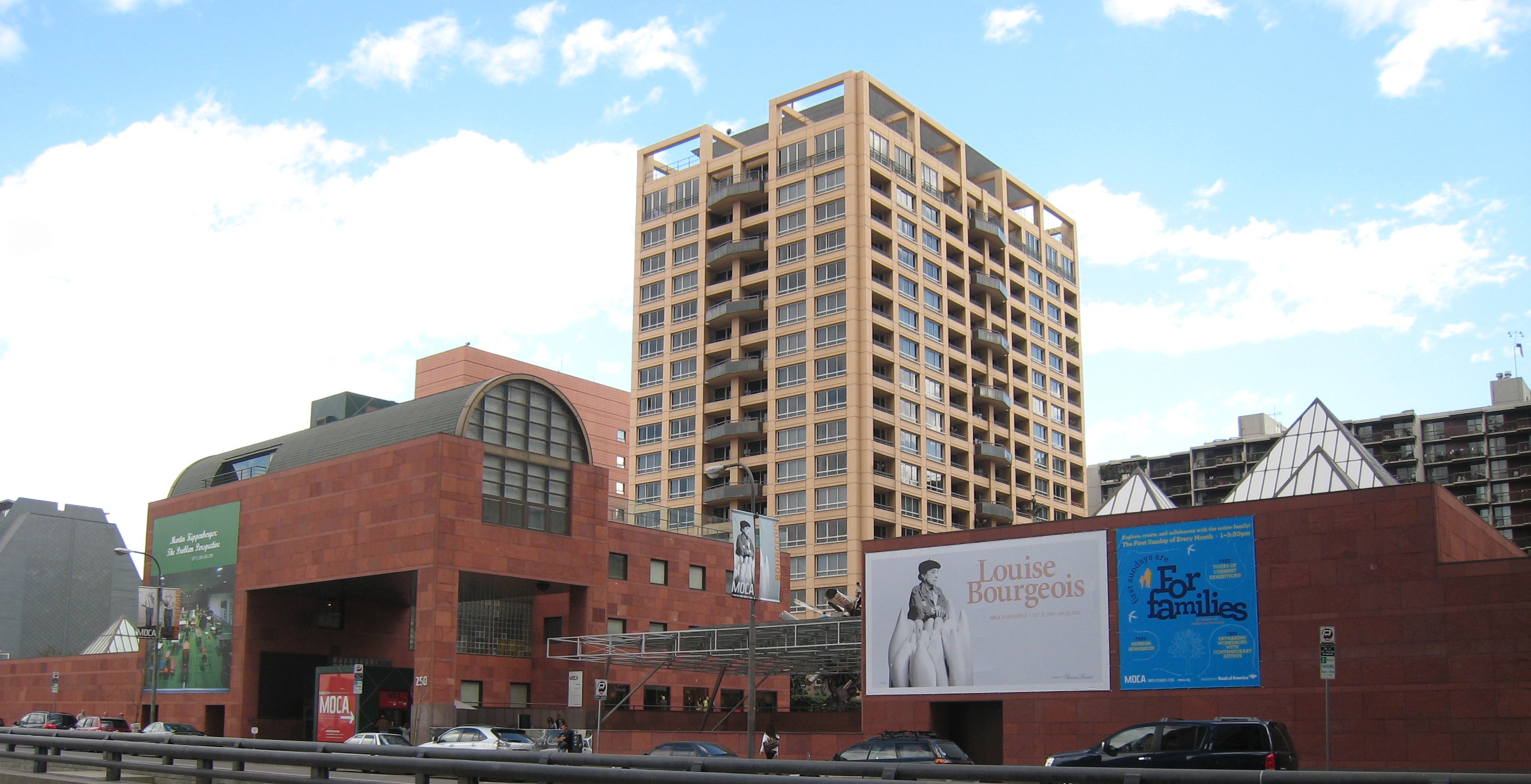
Museum of Contemporary Art, Los Angeles
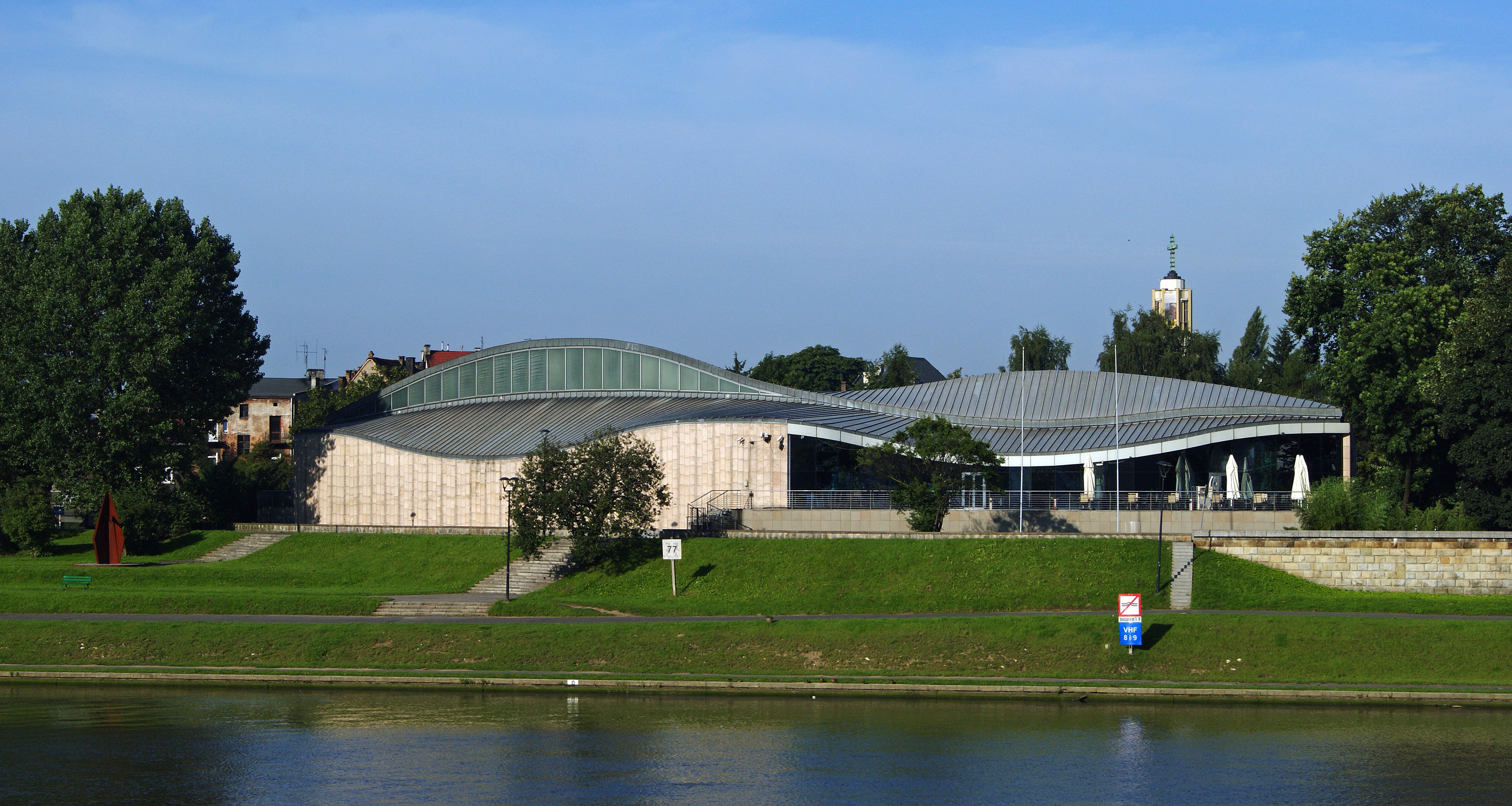
Manggha-Museum für japanische Kunst und Technologie, Krakau an der Weichsel
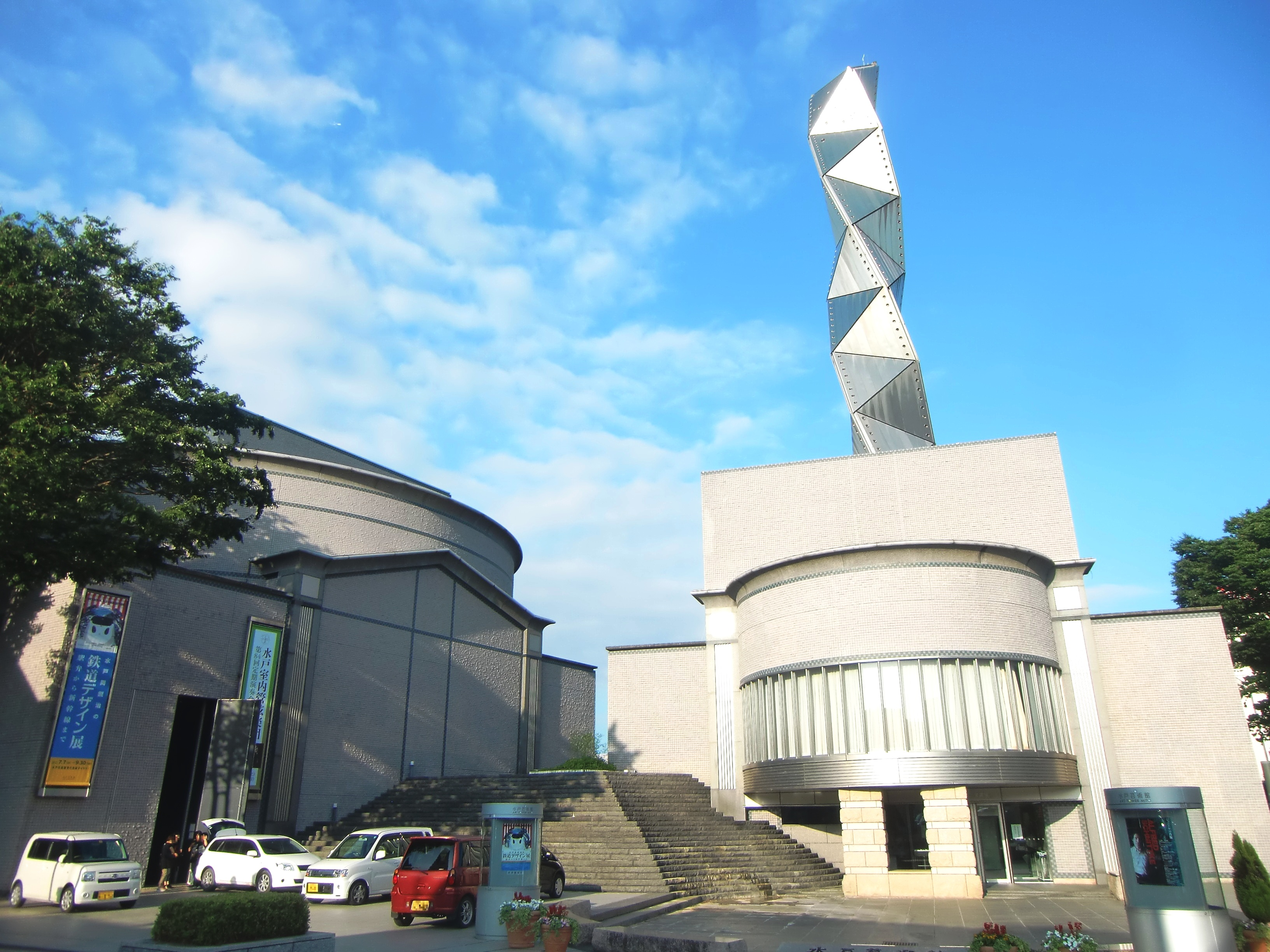
Art Tower Mito (1986–90)

## Publikationen
- mit anderen: Katsura Imperial Villa. Phaidon, London 2011. ISBN 978-0-7148-6254-5
- Welten und Gegenwelten. Essays zur Architektur. Herausgegeben und übersetzt von Yoco Fukuda, Jörg H. Gleiter und Jörg R. Noennig; Bd. 3 der Reihe ArchitekturDenken, Transcript Verlag, Bielefeld 2011. ISBN 978-3-8376-1116-8
- Virginia Ponciroli (Hrsg.): Katsura Imperial Villa. Electa Architecture, Milano 2005. ISBN 1-904313-37-X
- Katsura Villa – Space and Form. Fotos von Yasuhiro Ishimoto. Rizzoli, New York City 1987. ISBN 0-8478-0783-5
- Das Japanische in der Architektur. Übers. von Nora Bierich. Edition AK2025. ISBN 978-3-98206316-4

## Kontroverse
Im November 2014 attackierte Isozaki den Siegerentwurf für das neue Nationalstadion der Olympischen Spiele 2020 in Tokio von Zaha Hadid. In einer längeren Pressemitteilung verurteilte er mit scharfen Worten den geplanten Bau und behauptete, dass dieser „eine Schande für zukünftige Generationen“ wäre. Isozaki war ein Vertreter einer Reihe von japanischen Architekten, die sich vehement gegen Hadids Entwurf stellten. Auch eine leichtere und kostengünstigere Version fand vor seinen Augen keine Gnade.
Hadids Kommentar zu dieser konzertierten Gegenwehr beschränkte sich auf ihren Hinweis, dass es sich allesamt um Architekten handele, die zwar international erfolgreich tätig seien, jedoch keine internationalen Architekten in ihrem Land duldeten.
Pritzker-Preisträger Richard Rogers verteidigte Hadid gegenüber den Anwürfen, Japan habe seine Nerven verloren und lasse sie als eine von den führenden Architekten der Welt im Stich zugunsten eines Stadions von geringerer Qualität. Japans Glaubwürdigkeit sei damit beschädigt worden.